# Manfred Baumert
Manfred Baumert (* 3. März 1957 in Rastatt) ist ein deutscher Pfarrer, Theologe, Dozent und Leiter des evangelikalen Theologischen Seminars Adelshofen (TSA).

## Leben
Baumert fand 1974 bei einem Pfingstjugendtreffen in Aidlingen zum Glauben an Gott. Nach seiner Berufsausbildung und beruflicher Tätigkeit als Vermessungstechniker wechselte er 1978 an das Theologische Seminar Adelshofen, wo er sein Studium in Evangelischer Theologie mit einem B.A. (equ.) abschloss. Ab 1983 war er Gemeindepastor in der landeskirchlichen Gemeinschaft Neu Wulmstorf (bei Hamburg), ab 1986 Inspektor im Evangelischen Gemeinschaftsverband Nord-Süd e. V. und ab 1988 deren Gesamtinspektor. 1991 begann er ein Studium in Biblical Studies an der Akademie für Weltmission in Korntal, das er 1996 nach einem Auslandsstudium von 1993 bis 1995 an der Columbia International University mit einer systematischen Analyse im Kontext der urchristlichen Gemeindesituation zum Master of Theology abschloss.
Seit 1995 ist Baumert Dozent für Neues Testament und Praktische Theologie am Theologischen Seminar Adelshofen, seit 2003 dort Studienleiter des akademischen Aufbaustudiums für Praktische Theologie und seit 2014 dessen Gesamtleiter. Im Jahr 2009 promovierte er an der Universität von Südafrika (UniSA) mit seiner Dissertation in Praktischer Theologie über Charismen Entdecken: Eine praktisch-theologische Untersuchung in der Evangelischen Landeskirche in Baden, eine empirische Studie im Kontext der Evangelischen Landeskirche in Baden zu der Frage: Wie werden Charismen (Gaben) entdeckt und entwickelt?
Baumert ist Mitherausgeber der im AVM-Verlag in München erscheinenden Schriftenreihe Theologisches Seminar Adelshofen, Dozent am Therapeutischen Seelsorgeinstitut in Neuendettelsau und Referent bei Tagungen und Kongressen.

## Privates
Manfred Baumert ist seit 1983 mit seiner Frau Irmgard verheiratet.

## Veröffentlichungen
- Natürlich – übernatürlich: Charismen entdecken und weiterentwickeln. Ein praktisch-theologischer Beitrag aus systematisch-theologischer Perspektive mit empirischer Konkretion, (mit Darstellung und Evaluation der Gabentests), Peter Lang Verlag, Frankfurt/Main 2011, ISBN 978-3-631-61388-7.

### Aufsätze
- Nachahmung – ein vergessenes Thema?, im: JETh 10-1996, S. 33–86.
- Milleniarismus: Endzeitspekulationen und apokalyptische Weltanschauung im Licht der Johannesapokalypse, in: Zeitschrift ICHTHYS 29-1999, S. 2–13.
- Pfarrer, Gemeinde und Charisma. Wie werden Charismen identifiziert und entwickelt?, im: JETh 24-2010, S. 195–221.
- Auch Heiden haben Geistesgaben. Charismen verstehen und erkennen bei Martin Luther, im: Jahrbuch des Martin-Lutherbundes 58-2011, S. 31–68.
- Natürlich – übernatürlich: Charismen entdecken und weiterentwickeln. Ein praktisch-theologischer Beitrag aus systematisch-theologischer Perspektive mit empirischer Konkretion, in: Europäische Hochschulschriften 921. Reihe 23: Theologie. Peter Lang Verlag, 2011.
- Casting für Mitarbeiter: Die Gabentests im Überblick, in: 3 E – echt. evangelisch. engagiert. Das Ideenmagazin für die Kirche 4-2012, S. 39–43.
- Die trinitarische Dimension der Charismen – Praktisch-theologische Anregungen zum Reformprozess für eine missionarische Beteiligungskirche, zur Spezialfrage: Wie lassen sich die Charismen der Ehrenamtlichen entdecken, einsetzen und fördern? in: Deutsches Pfarrerblatt, Heft 5-2013, S. 268–274.[12]